# 戈氏銜鰕虎
戈氏銜鰕虎（学名：Istigobius goldmanni），又名戈氏銜鰕虎魚，为鰕虎科銜鰕虎魚屬下的一个种。